# Șieu-Odorhei
Șieu-Odorhei (en hongrois : Sajóudvarhely) est une commune du județ de Bistrița-Năsăud en Transylvanie (Roumanie).